# Чистяков, Артём Владимирович
Артём Владимирович Чистяков (род. 11 мая 1987) — российский футбольный судья региональной категории.

## Карьера
С 2009 года работал на матчах молодёжного первенства и Кубка России среди ЛФЛ. С 2010 года — на матчах второго дивизиона. 10 сентября 2016 в 6-м туре дебютировал главным судьёй в РФПЛ на встрече «Оренбург» — «Анжи» 0:0, показав 4 жёлтые карточки.